# Olivia Musgrave

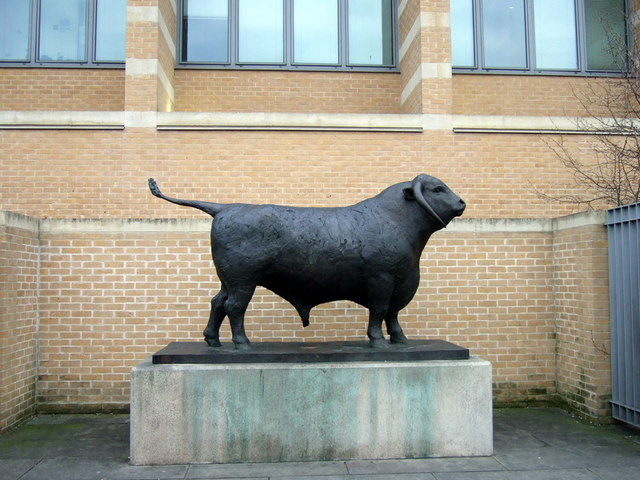
Oxford. Scultura in bronzo commissionata congiuntamente dalla città e l'università per stare fuori dalla stazione ferroviaria di Oxford, dove è la prima cosa che viene vista dai i viaggiatori. È di Olivia Savage, costo oltre £ 40.000, ed è stata inaugurata nel 2002. L'edificio dietro di essa è la Said Business School.

Olivia Musgrave (Dublino, 1958) è una scultrice irlandese.

## Biografia
Nata da madre greca e padre irlandese, Olivia Musgrave ha studiato scienze politiche a Parigi e ha vissuto in Italia. In seguito ha studiato scultura al City & Guilds di Londra sotto Allan Sly. Il suo lavoro è segnato sia dal realismo che dall'immaginazione e attinge ispirazione dalla mitologia greca. In termini artistici Musgrave è stata influenzata dagli scultori italiani del ventesimo secolo, tra i quali Marino Marini, Arturo Martini, El Greco e Giacomo Manzù. Accanto al suo lavoro personale, ha prodotto un certo numero di commissioni pubbliche e di ritratti in bronzo per privati. È un membro sia della società reale degli scultori britannici che della società degli scultori del ritratto. Sposata dal 2004 con il politico John Gardiner, barone Gardiner di Kimble, attualmente vive e lavora a Londra.